# Église Notre-Dame-au-delà-de-la-Dyle de Malines
L'église Notre-Dame-au-delà-de-la-Dyle (en néerlandais : Onze-Lieve-Vrouw-over-de-Dijlekerk) est une église catholique située à Malines, en Belgique. Son style architectural appartient au gothique brabançon.

## Historique
Les parties les plus anciennes de l'église sont la sous-structure de la tour du XIVe siècle et les pignons des bas-côtés. Au début du xve siècle, la tour est surélevée. Entre 1450 et 1480, la nef est achevée et un début de transept est construit. La construction du chœur débute en 1500. L'église n'est achevée qu'à la fin du xvie siècle.
Le portail nord de l'église est attribué à Rombout II Keldermans (en). Jacques Francart le jeune, également architecte de l'église du Béguinage de Malines (nl), ajoute trois chapelles à l'église au xviie siècle.
En 1914, lors de l'invasion allemande de la Belgique, le côté sud de l'église est gravement endommagé.
En 1944 et 1945, la toiture, la façade sud du transept, les vitraux et l'orgue sont en grande partie détruits : lors d'un bombardement allié le 19 avril 1944, par une tempête le 7 septembre 1944 et par un V1 allemand le 18 février 1945. Après la Seconde Guerre mondiale, l'église est restaurée en deux phases. De 1949 à 1952, les parties endommagées sont réparées sous la direction de l'architecte malinois Désiré Beeck (1881-1960). Même si la Commission royale des Monuments et des Sites établit le 14 septembre 1953 que cette première phase a été réalisée « dans les règles de l'art », elle ne partage pas la vision de Beeck quant à la poursuite de la restauration. Cette divergence d'opinion conduit à une impasse, et il ne se passe pratiquement rien jusqu'en 1961. Cette année-là, l'architecte malinois Jan Lauwers (nl) (1898–1988) est nommé successeur de Beeck. Il joue un rôle principal dans la restauration majeure de 1962 à 1968. Bien qu'ayant adopté un certain nombre d'idées de Beeck, il dépouille le bâtiment de nombreux ajouts du xixe siècle. Le chauffage, l'éclairage et la sécurité sont modernisés. L'église est également adaptée de manière significative à la liturgie renouvelée qui a résulté du Sacrosanctum Concilium. Le plus frappant est le nouvel autel très moderne, une conception de Lauwers lui-même, qui se dresse à l'avant du chœur. Entre 2003 et 2010 (cérémonie de clôture le 28 février 2010), l'extérieur est à nouveau restauré.
La lumière dans cette église est particulière, surtout en fin d'après-midi, à cause des fenêtres coupe-feu modernes, également conçues par Jan Lauwers, en remplacement des vitraux du xixe siècle détruits en 1945.

## Description

### Orgue et carillon
L'orgue est en fait un orgue neuf, datant de 1958-1968 ; cependant, des matériaux anciens et conservés ont été utilisés dans sa construction et il est logé dans le buffet d'orgue restauré avec son fronton baroque de 1669.
Le carillon, créé sous l'impulsion de Staf Nees (nl), est également moderne. À l'exception des cinq cloches (1947-1962), il date de 1965. Il contient 50 cloches, d'un poids total de 9 123 kg, et est accordé avec un son tempéré, avec A' = 440 Hz.

### Œuvres d'art
L'intérieur de l'église renferme les œuvres suivantes :
- Fresques du xvie siècle.
- Un certain nombre de statues de la Vierge Marie, en particulier Notre-Dame à la hanche de travers, la plus ancienne statue de l'église, probablement du XIVe siècle et provenant d'une église qui se dressait ici, mais re-polychromée dans les années 1960 ; Notre-Dame du Soleil (probablement xve siècle ; la Confrérie de Notre-Dame du Soleil est mentionnée dès 1444) ; et Notre-Dame des Sept Malheurs, une statue d'Antoon Faydherbe (nl) (1626).
- Une chaire baroque (1718), au riche symbolisme iconographique, par Willem Ignatius Kerricx (nl) (1682–1745).
- Un maître-autel à la romaine d'Antoine Pastorana (1690)[3].
- La Pêche miraculeuse de Pierre Paul Rubens est accrochée dans l'église depuis 1619. Ce tableau est un exemple du style baroque et mouvementé que Rubens utilisa vers 1620. Il s'agit en fait d'un polyptyque, réalisé pour l'autel des poissonniers de Malines dans l'église. En 1794, pendant l'occupation française, l'œuvre est confisquée et transférée à Paris. La partie supérieure, un triptyque, est revenue en 1816. La partie médiane représente Jésus et les apôtres lors de la pêche miraculeuse. Le panneau de gauche montre la capture de Tobie, qui guérit son père de la cécité avec un foie de poisson, et le panneau de droite montre la découverte d'une pièce de monnaie dans un poisson. Les deux parties extérieures de la prédelle sont restées en France : elles se sont retrouvées à Nancy, au Musée lorrain. La partie médiane a longtemps été perdue, jusqu'à ce qu'elle soit reconnue en 2008 par le carillonneur de la ville de Malines Jo Haazen (nl) lors d'une exposition à Nijni Novgorod, en Russie, où elle a été prêtée par l'Ermitage de Saint-Pétersbourg[4].
- En 2017, la fabrique de l'église a acquis l'image centrale de l'autel baroque de la Sainte-Croix dans le transept droit, qui a été fortement endommagé pendant la guerre. Lors de la restauration de 1962-1968, cet autel a été démoli, les restes ont disparu sans laisser de trace et La Pêche miraculeuse de Rubens a été remplacée. L'image, qui représente un ange embrassant une croix, a été réalisée par Jan Frans Boeckstuyns (nl) (1650–1734). Après restauration, il aura une place significative dans l'église[5].

## Galerie

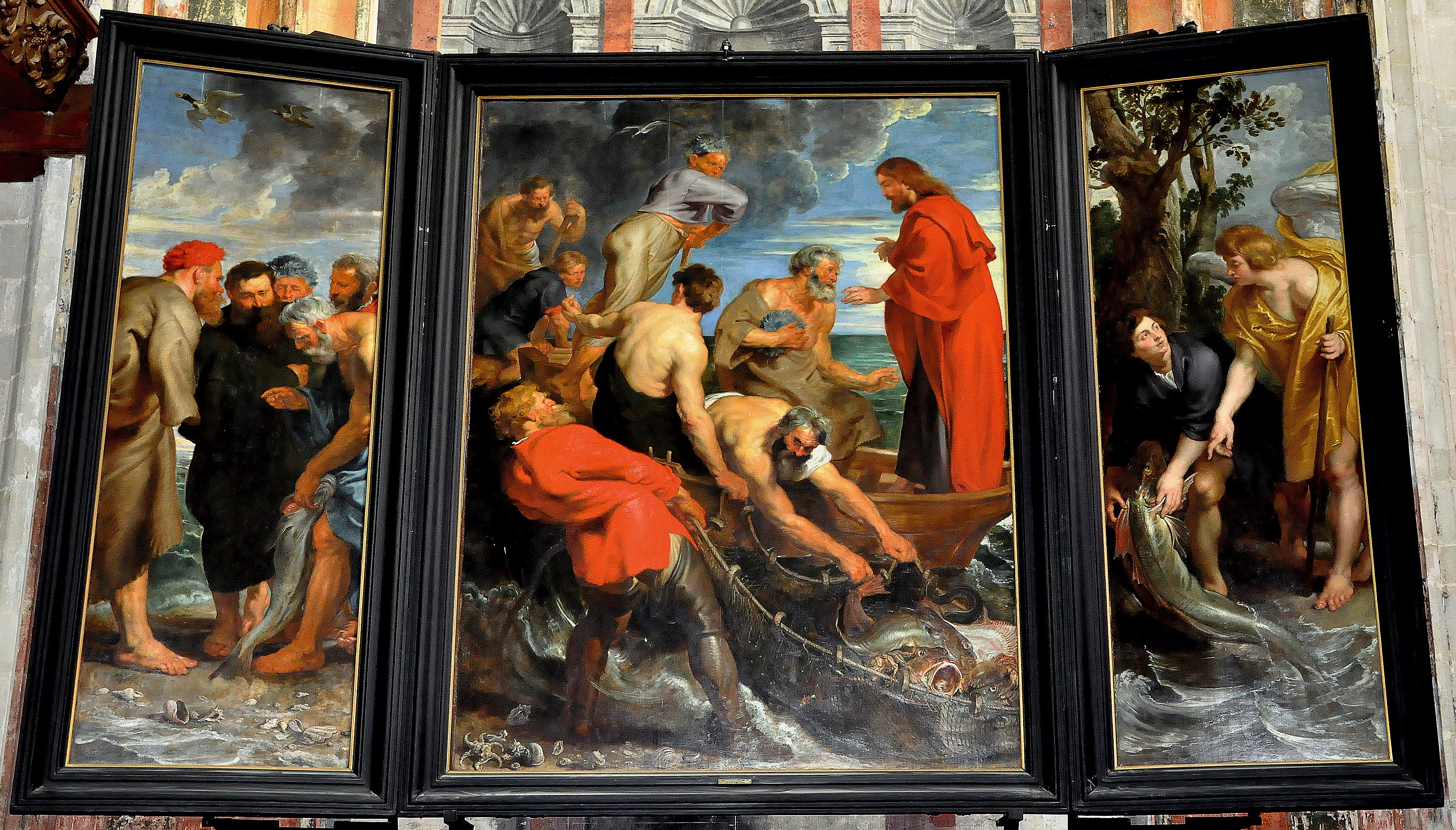
La Pêche miraculeuse de Pierre Paul Rubens (1618-1619)
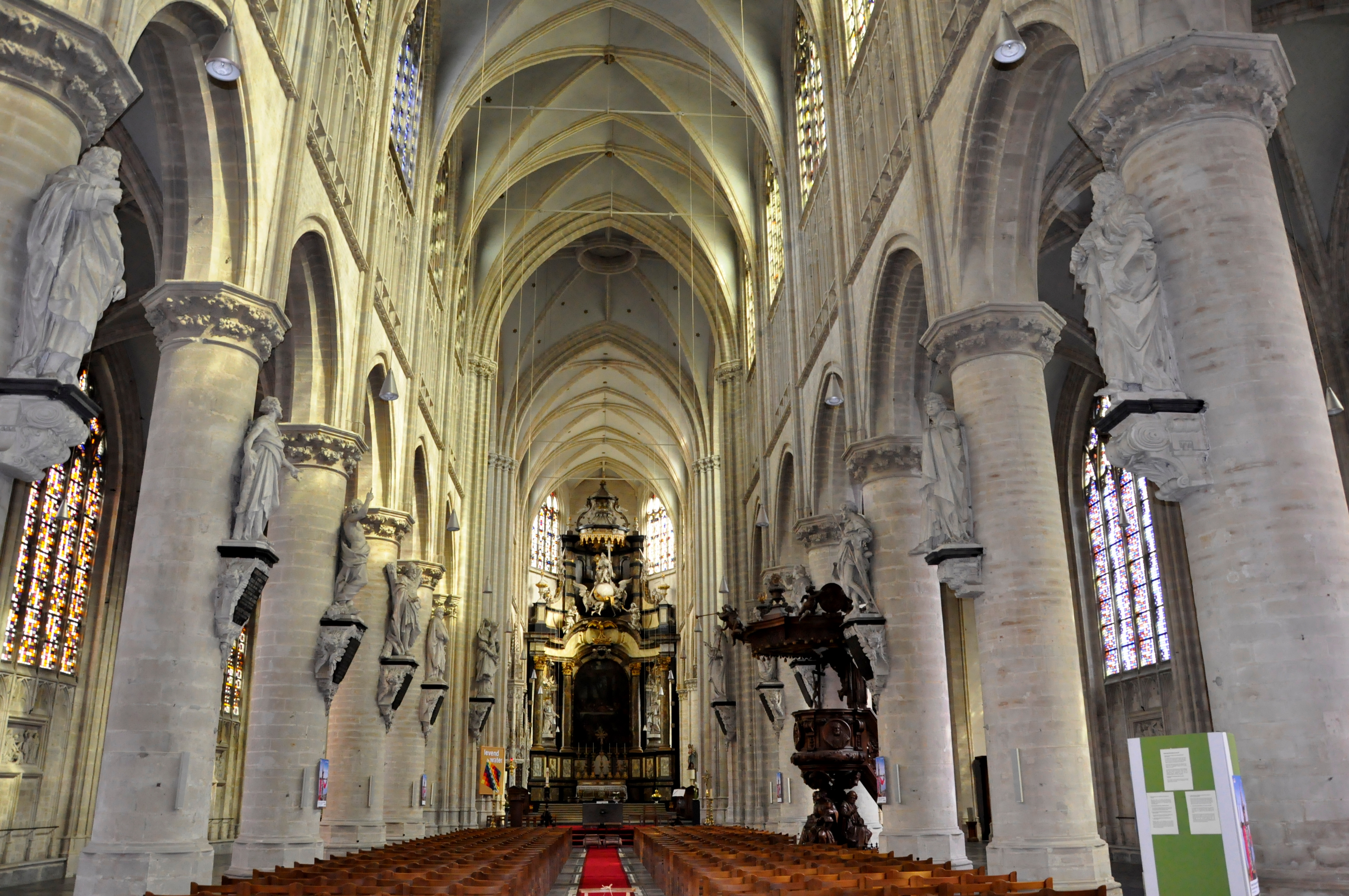
Nef centrale
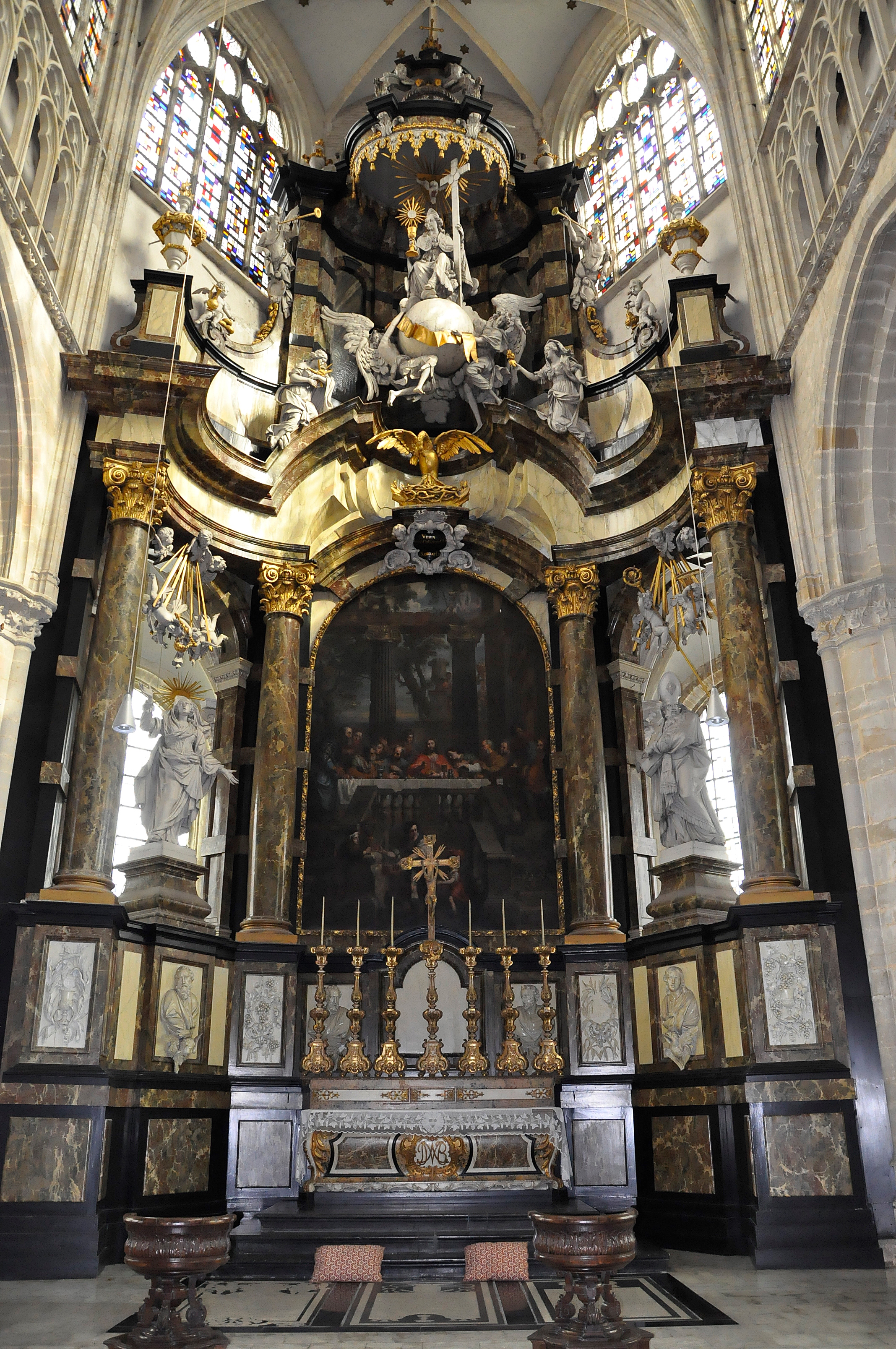
Maître-autel
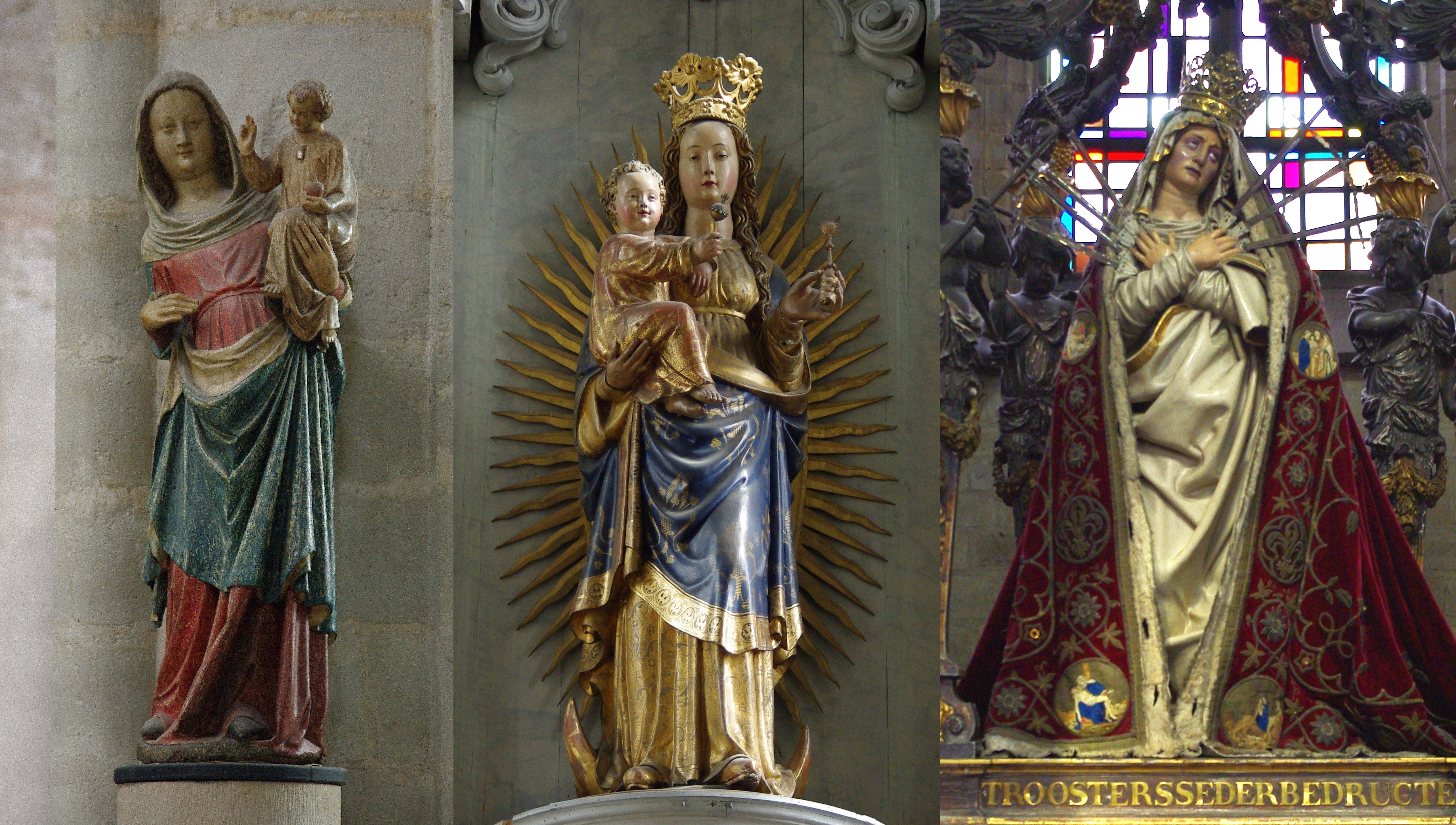
Notre-Dame à la Hanche penchée, Notre-Dame du Soleil et Notre-Dame des Sept Malheurs
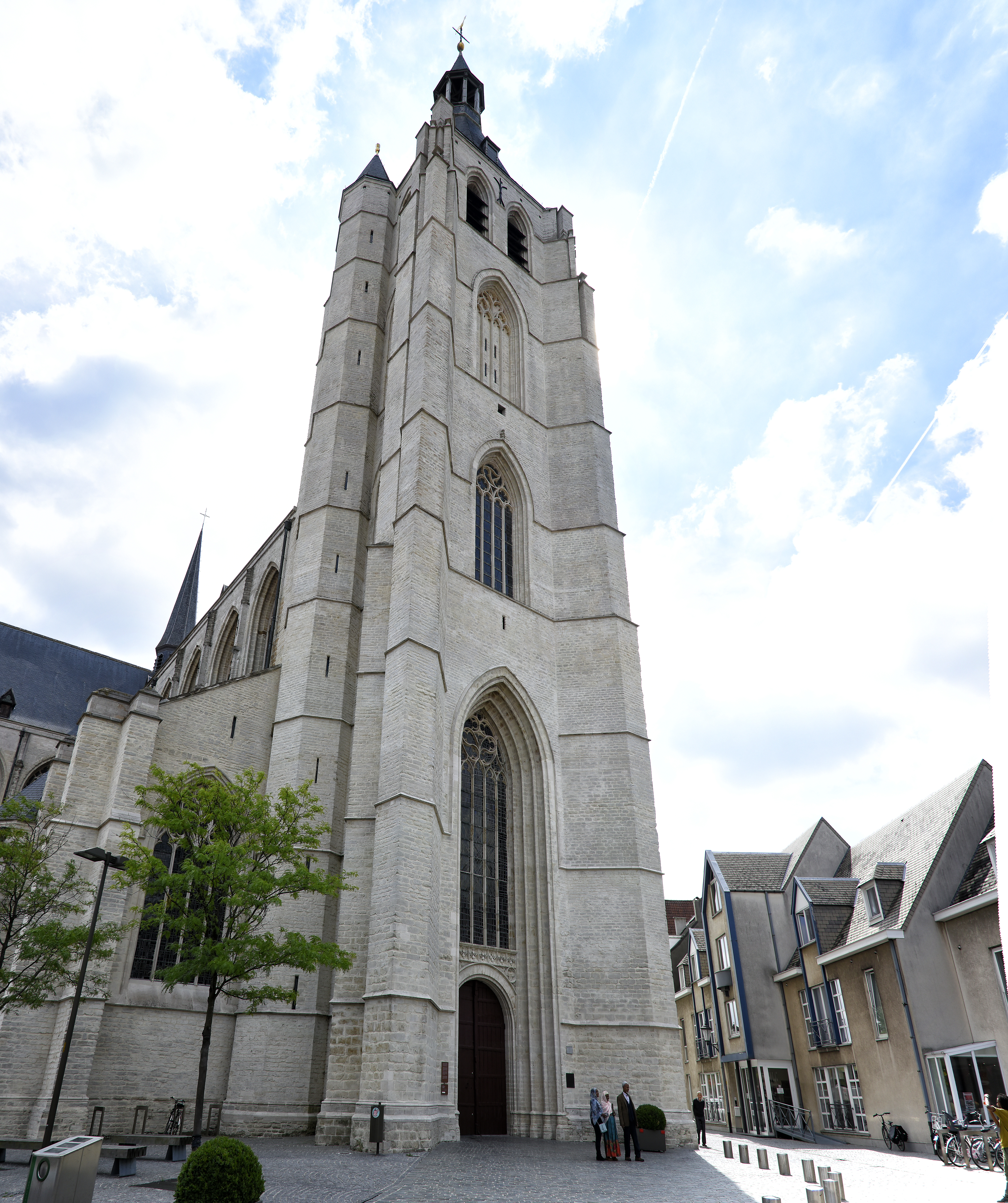
La tour
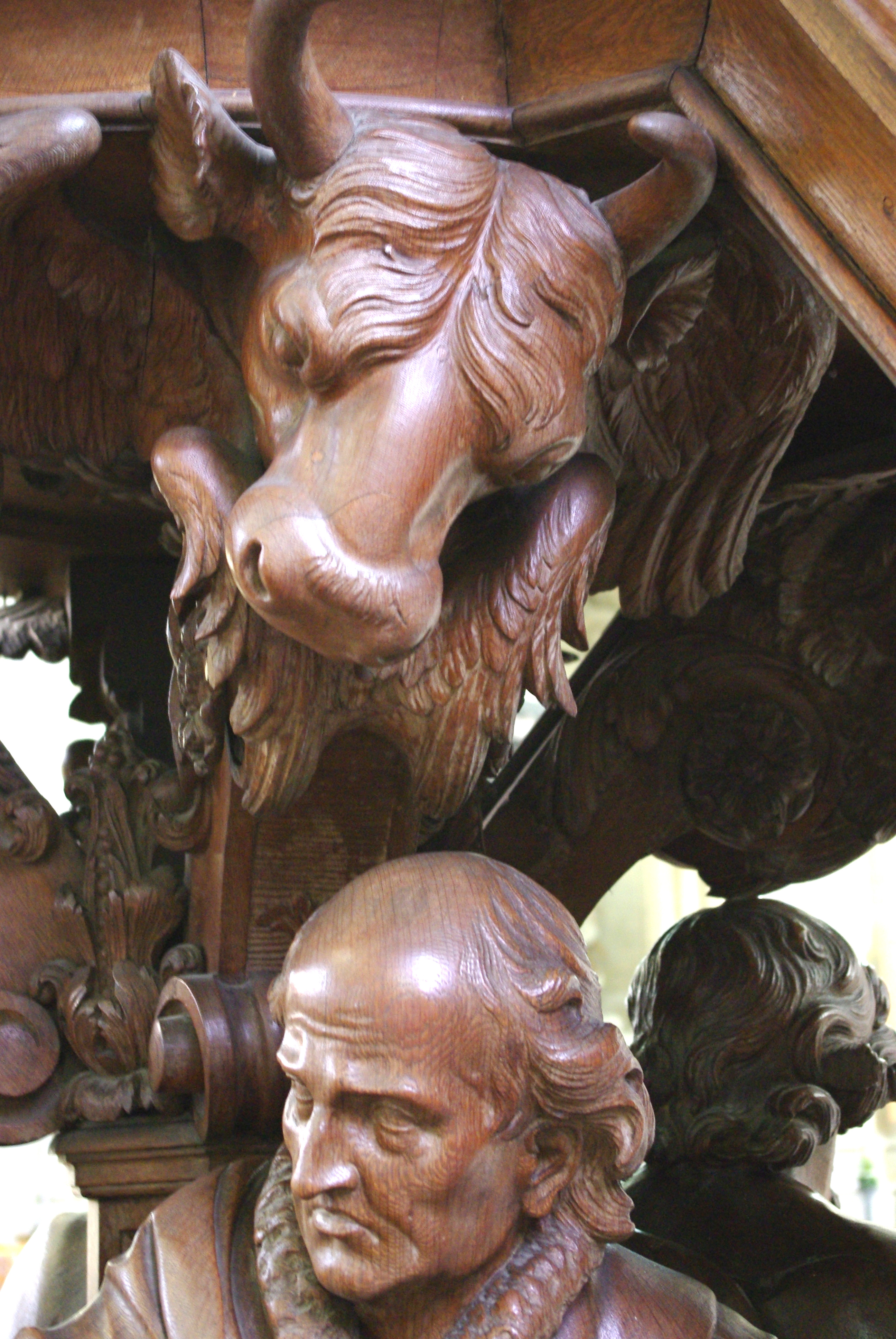
Détail de la chaire : saint Luc et son animal symbolique, le taureau
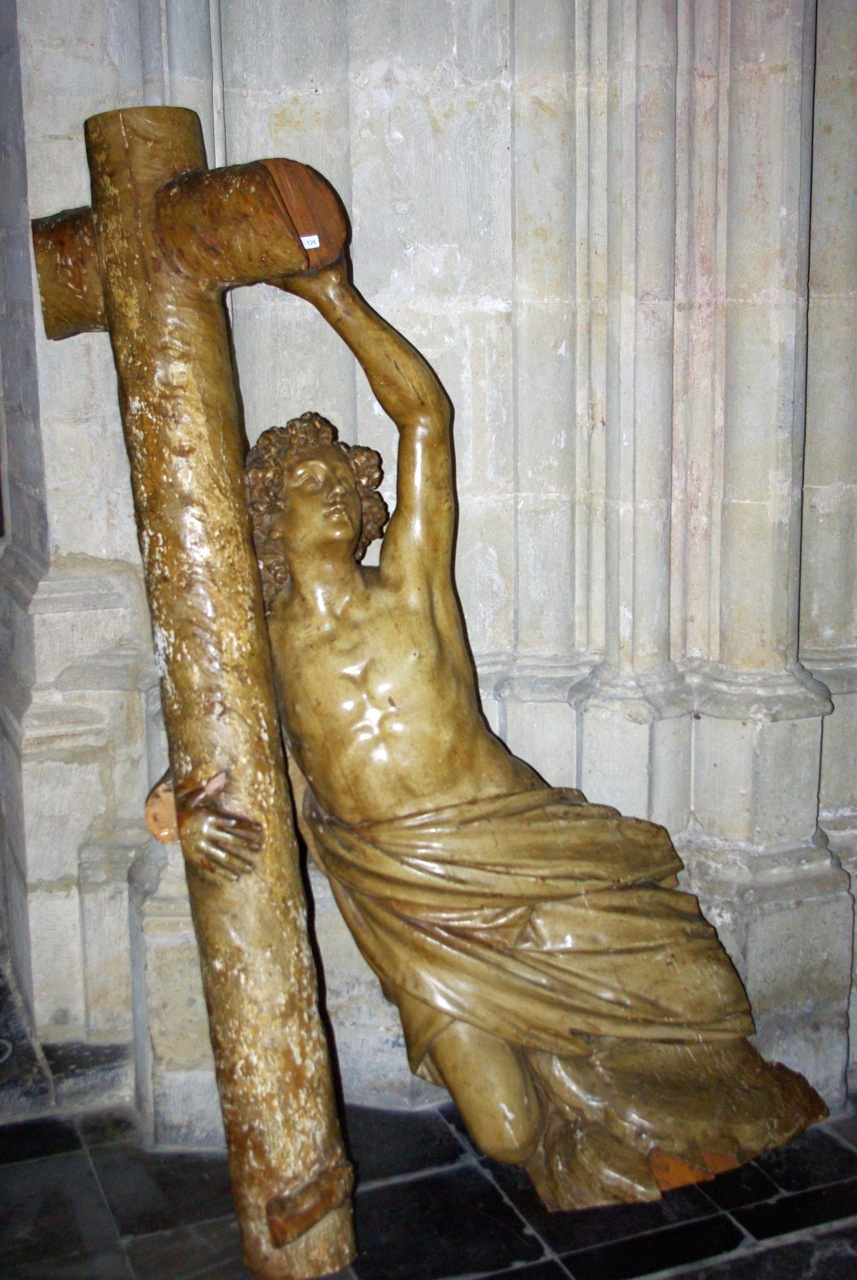
Sculpture centrale de l'autel de la Sainte Croix, par Jan-Frans Boeckstuyns

## Source
- (nl) L. De Backer, A. Jans, J. Lauwers, P. van den Broek, R. de Maeyer et G. Delmarcel, Dekenale kerk Onze-Lieve-Vrouw-over-de-Dijle Mechelen : Geschiedenis (1236–1945) / Restauratie (1945–1968) / Kunstschatten / Toeristische rondleiding, Malines, 1971